# أليكس (ببغاء)
أليكس ببغاء إفريقي رمادي اللون (1976- 6 سبتمبر2007) كان مادة بحث علمي لمدة ثلاثين عامًا (1977-2007) أجراه عالمة نفس الحيوان إيرين بيبيربيرج، بدأ البحث في جامعة أريزونا وأتم في جامعة هارفاردو جامعة برانديز.

## البداية
اشترت بيبيربيرج أليكس عندما كان عمره عامًا واحدًا من محل لبيع الحيوانات الأليفة. أما الاسم أليكس فهو اختصار لمصطلح تجربة لغة الطيور أو تجربة تعلم الطيور.
اعتقد في المجتمع العلمي على نطاق واسع قبل إجراء تجارب بيبيربيرج على الببغاء أليكس بأن الدماغ الكبير للرئيسيات ضروري للتعامل مع المسائل المعقدة المرتبطة باللغة والفهم، ولم تعتبر الطيور ذكية حيث أن الوسيلة الوحيدة للتواصل فيما بينها هي محاكاة وتكرار الأصوات.
ومع ذلك، فقد أثبتت إنجازات تجارب أليكس فكرة أن الطيور قد تكون قادرة على التفكير على مستوى أساسي واستخدام الكلمات بشكل خلاق.

## مهاراته
تقول الباحثة أن أليكس لا يقل ذكاء عن الدلافين أو القردة العليا وأنه يتمتع بفهم طفل عمره خمس سنوات ونضج عاطفي لطفل عمره سنتان.